# Keye Luke
Keye Luke (Pinyin: Lù Xílín) (Canton, 18 giugno 1904 – Whittier, 12 gennaio 1991) è stato un attore statunitense di origini cinesi.

## Biografia
Dopo aver frequentato la scuola superiore a Seattle, Luke studiò architettura alla University of Washington. Inizialmente lavorò nel settore commerciale dei teatri della West Coast e per il dipartimento pubblicitario della casa produttrice RKO, ma quando lo Studio lo scelse per un ruolo di cinese dalla perfetta pronuncia dell'inglese in un cortometraggio, Luke divenne attore a tutti gli effetti.
La sua carriera cinematografica iniziò nel 1934 con il breve ruolo non accreditato di un medico cinese nel film Il velo dipinto, interpretato da Greta Garbo, mentre dall'anno seguente iniziò a interpretare la parte del primogenito del detective Charlie Chan (il "figlio numero uno") nel film L'uomo dai due volti (1935), seguito da altri sei film della stessa serie.
Nel 1940 Keye Luke fu il primo attore a dare un volto a Kato, l'assistente del Calabrone Verde nei primi due serial cinematografici ispirati al personaggio, nato in origine per la radio.
Tra i suoi ruoli più significativi, si ricordano quello del Dr. Lee Wong How in alcuni film della serie incentrata sul Dr. Gillespie (interpretato da Lionel Barrymore) e sul suo assistente Randall Adams (Van Johnson), e quello del Maestro Po nella serie televisiva Kung Fu (1972-1975). In lizza per il ruolo di Obi-Wan Kenobi nel film Guerre stellari (1977), la parte andò poi ad Alec Guinness.
Tra le ultime interpretazioni di Luke, quella dell'anziano proprietario del negozio in cui viene acquistato Gizmo nel film Gremlins (1984), fino al suo addio alle scene con il personaggio del mite medico orientale che vende alla protagonista (Mia Farrow) un'erba che rende invisibili nel film Alice (1990) di Woody Allen. Fu anche doppiatore della voce di Mr. Han nella versione americana del film I 3 dell'Operazione Drago (1973).

## Filmografia parziale

### Cinema
- Il velo dipinto (The Painted Veil), regia di Richard Boleslawski (1934)
- L'uomo dai due volti (Charlie Chan in Paris), regia di Lewis Seiler (1935)
- Dalle 7 alle 8 (The Casino Murder Case), regia di Edwin L. Marin (1935)
- La lampada cinese (Oil for the Lamps of China), regia di Mervyn LeRoy (1935)
- Amore folle (Mad Love), regia di Karl Freund (1935)
- Shanghai, regia di James Flood (1935)
- L'incrociatore misterioso (Murder in the Fleet), regia di Edward Sedgwick (1935)
- L'artiglio giallo (Charlie Chan in Shanghai), regia di James Tinling (1935)
- Canto d'amore (Here's to Romance), regia di Alfred E. Green (1935)
- Il pugnale scomparso (Charlie Chan at the Opera), regia di H. Bruce Humberstone (1936)
- La freccia avvelenata (Charlie Chan at the Race Track), regia di H. Bruce Humberstone (1936)
- Il terrore del circo (Charlie Chan at the Circus), regia di Harry Lachman (1936)
- La buona terra (The Good Earth), regia di Sidney Franklin (1937)
- Charlie Chan alle Olimpiadi (Charlie Chan at the Olympics), regia di H. Bruce Humberstone (1937)
- Mezzanotte a Broadway (Charlie Chan on Broadway), regia di Eugene Forde (1937)
- La valigia dei venti milioni (Charlie Chan at Monte Carlo), regia di Eugene Forde (1937)
- L'ultima nave da Shanghai (International Settlement), regia di Eugene Forde (1938)
- Il fantasma della città (Phantom of Chinatown), regia di Phil Rosen (1940)
- The Gang's All Here, regia di Jean Yarbrough (1941)
- Agguato ai tropici (Across the Pacific), regia di John Huston (1942)
- Il difensore di Manila (Salute to the Marines), regia di S. Sylvan Simon (1943)
- Fra due donne (Between Two Women), regia di Willis Goldbeck (1945)
- Torbidi amori (Dark Delusion), regia di Willis Goldbeck (1947)
- Donne e veleni (Sleep, My Love), regia di Douglas Sirk (1948)
- Il talismano della Cina (Hong Kong), regia di Lewis R. Foster (1952) (non accreditato)
- Il ribelle di Giava (Fair Wind to Java), regia di Joseph Kane (1953)
- Singapore intrigo internazionale (World for Ransom), regia di Robert Aldrich (1954)
- La casbah di Honolulu (Hell's Half Acre), regia di John H. Auer (1954)
- Fuoco sullo Yangtse (Yangtse Incident: The Story of H.M.S.), regia di Michael Anderson (1957)
- In gamba marinaio (Nobody's Perfect), regia di Alan Rafkin (1968)
- La lunga ombra gialla (The Chairman), regia di J. Lee Thompson (1969)
- Il re delle isole (The Hawaiians), regia di Tom Gries (1970)
- Poliziotto privato: un mestiere difficile (The Amsterdam Kill), regia di Robert Clouse (1977)
- Gremlins, regia di Joe Dante (1984)
- Un bel pasticcio! (A Fine Mess), regia di Blake Edwards (1986)
- Sbirri oltre la vita (Dead Heat), regia di Mark Goldblatt (1988)
- Jamaica Cop (The Mighty Quinn), regia di Carl Schenkel (1989)
- Gremlins 2 - La nuova stirpe (Gremlins 2: The New Batch), regia di Joe Dante (1990)
- Alice, regia di Woody Allen (1990)

### Televisione
- Crusader – serie TV, episodi 1x04-1x11 (1955)
- Gunsmoke – serie TV, episodio 1x10 (1955)
- Crossroads – serie TV, episodi 1x15-1x18 (1956)
- TV Reader's Digest – serie TV, episodio 2x38 (1956)
- Wire Service – serie TV, episodio 1x23 (1957)
- Climax! – serie TV, episodio 4x01 (1957)
- Panico (Panic!) – serie TV, episodio 1x15 (1957)
- Follow the Sun – serie TV, episodi 1x06-1x10 (1961)
- Corruptors (Target: The Corruptors) – serie TV, episodio 1x18 (1962)
- Il ragazzo di Hong Kong (Kentucky Jones) – serie TV, episodi 1x06-1x08-1x14 (1964-1965)
- Le spie (I Spy) – serie TV, episodio 1x07 (1965)
- The Wackiest Ship in the Army – serie TV, episodio 1x13 (1965)
- Operazione ladro (It Takes a Thief) – serie TV, episodio 1x09 (1968)
- Star Trek – serie TV, episodio 3x14 (1968)
- Tre nipoti e un maggiordomo (Family Affair) – serie TV, episodio 2x18 (1968)
- The Outsider – serie TV, episodio 1x05 (1968)
- Kung Fu - serie TV, 46 episodi (1972-1975)
- Anna ed io (Anna and the King) – serie TV, 13 episodi (1972)
- Charlie's Angels – serie TV, episodio 5x05 (1980)
- MacGyver – serie TV, episodio 1x02 (1985)
- L'ultimo cavaliere elettrico (Sidekicks) – serie TV, 23 episodi (1986-1987)

## Doppiatori italiani
Nelle versioni in italiano delle opere in cui ha recitato, Keye Luke è stato doppiato da:
- Silvio Spaccesi in Gremlins, Gremlins 2 - La nuova stirpe
- Sandro Pellegrini in Jamaica Cop
- Cesare Barbetti in La buona terra
- Piero Tiberi in Il fantasma della città
- Pino Locchi in La casbah di Honolulu
- Franco Odoardi in Star Trek
- Mario Feliciani in Kung Fu
- Sergio Fiorentini in Anna ed io
- Nino Dal Fabbro in Poliziotto privato: un mestiere difficile
- Mario Mastria in Charlie's Angels
- Dante Biagioni in Superboy
- Elio Pandolfi in Alice